# Doriopsilla
Doriopsilla is een geslacht van weekdieren uit de klasse van de Gastropoda (slakken).

## Soorten
- Doriopsilla albopunctata (J. G. Cooper, 1863)
- Doriopsilla areolata Bergh, 1880
- Doriopsilla aurea (Quoy & Gaimard, 1832)
- Doriopsilla bertschi Hoover, Lindsay, Goddard & Valdés, 2015
- Doriopsilla capensis Bergh, 1907
- Doriopsilla carneola (Angas, 1864)
- Doriopsilla davebehrensi Hoover, Lindsay, Goddard & Valdés, 2015
- Doriopsilla debruini Perrone, 2001
- Doriopsilla elitae Valdés & Hamann, 2008
- Doriopsilla espinosai Valdés & Ortea, 1998
- Doriopsilla fulva (MacFarland, 1905)
- Doriopsilla gemela Gosliner, Schaefer & Millen, 1999
- Doriopsilla janaina Er. Marcus & Ev. Marcus, 1967
- Doriopsilla miniata (Alder & Hancock, 1864)
- Doriopsilla nigrocera Yonow, 2012
- Doriopsilla nigrolineata Meyer, 1977
- Doriopsilla pallida Bergh, 1902
- Doriopsilla peculiaris (Abraham, 1877)
- Doriopsilla pelseneeri d'Oliveira, 1895
- Doriopsilla pharpa Er. Marcus, 1961
- Doriopsilla rowena Er. Marcus & Ev. Marcus, 1967
- Doriopsilla spaldingi Valdés & Behrens, 1998
- Doriopsilla tishae Valdés & Hamann, 2008